# Caffellatte
Il caffellatte (anche caffè latte o caffè e latte, meno corretto caffelatte) è una bevanda di origine italiana composta principalmente da caffè e latte, consumata frequentemente sia a casa sia al bar.

## Descrizione
A casa, il caffellatte viene preparato con quantità variabili di caffè e latte e servito in una tazza o in una scodella.
Al bar, a differenza del cappuccino, viene solitamente servito in un bicchiere di vetro come il latte macchiato ed è generalmente preparato con latte caldo oppure, soprattutto in estate, con latte freddo e talvolta anche caffè freddo. Le proporzioni di latte e caffè sono le stesse usate per il cappuccino, ma è totalmente assente la schiuma o la crema di latte.

## Diffusione
Bevande simili sono diffuse in tutto il mondo. Nei paesi anglosassoni viene solitamente chiamato semplicemente latte (a volte addirittura con un accento grave o acuto sulla e), in francese viene chiamato café au lait, in spagnolo café con leche e in portoghese café com leite.

## Ortografia
Oltre alla standard caffellatte, sono ammissibili anche le scritture caffè latte e caffè e latte. In questi ultimi due casi, in italiano standard la pronuncia della l subisce un raddoppiamento fonosintattico. Questo spiega perché la grafia univerbata prende la forma caffellatte, più corretta di caffelatte.